# Lithocarpus amygdalifolius
Lithocarpus amygdalifolius (Skan) Hayata – gatunek roślin z rodziny bukowatych (Fagaceae Dumort.). Występuje naturalnie w Wietnamie, Chinach (w Guangdongu, południowym Fujian, na wyspie Hajnan, a także w południowej części regionu autonomicznego Kuangsi) oraz w środkowej i południowej części wyspy Tajwan. 

## Morfologia
PokrójZimozielone drzewo dorastające do 30 m wysokości.
LiścieBlaszka liściowa jest nieco skórzasta, omszona od spodu i ma kształt od lancetowatego do podługowatego. Mierzy 8–15 cm długości oraz 2,5–4 cm szerokości, jest całobrzega lub delikatnie ząbkowana przy wierzchołku, ma klinową nasadę i ostry lub spiczasty wierzchołek. Ogonek liściowy jest owłosiony i ma 10–20 mm długości.
OwoceOrzechy o kulistym kształcie, dorastają do 18–20 mm średnicy. Osadzone są pojedynczo w kulistych miseczkach, które mierzą 20–25 mm średnicy. Orzechy są całkowicie otulone miseczkami.

## Biologia i ekologia
Rośnie w wiecznie zielonych lasach. Występuje na wysokości od 500 do 2300 m n.p.m. Kwitnie od marca do września, natomiast owoce dojrzewają od sierpnia do grudnia.